# Амбарный (посёлок)
Амба́рный (карел. Aittaniemi) — посёлок в Лоухском районе Республики Карелия. Административный центр Амбарнского сельского поселения.

## География
Посёлок находится между озёрами Амбарное и Пиртозеро, на расстоянии 43 км к юго-востоку от посёлка городского типа Лоухи, административного центра района, через который имеет выход на  автомагистраль «Кола» Р21 (E 105) (51 км).

## История
Посёлок основан в 1913 году как железнодорожная станция строящейся Мурманской железной дороги. В ноябре 1916 года на перегоне между станцией Боярская и перегоном Амбарный, где встретились две партии укладчиков, шедших навстречу друг другу с севера и юга, был забит последний, символический «золотой костыль» Мурманской железной дороги. В 1956 году в состав посёлка были включены станция Амбарный и посёлок лесобиржи Гридинского леспромхоза, в 1957 году — посёлок Лайталамбинский и Юляозеро.

## Население
| 1959 | 1970  | 1979  | 1989  | 2002  | 2009 | 2010 |
| ---- | ----- | ----- | ----- | ----- | ---- | ---- |
| 1997 | ↗2004 | ↘1579 | ↘1384 | ↘1029 | ↘737 | ↘675 |
| 2013 |       |       |       |       |      |      |
| ↘606 |       |       |       |       |      |      |

## Улицы
| - ул. Гористая, - ул. Железнодорожная, - ул. Ленина, - ул. Лесная, | - ул. Набережная, - пер. Набережный, - ул. Новая, - ул. Пионерская, | - ул. Поселковая, - ул. Северная, - ул. Советская, - ул. Школьная. |

## Инфраструктура
В посёлке функционируют отделение почтовой связи, лесхоз, средняя школа, детский сад, торговые предприятия.

## Транспорт
Действует железнодорожная станция Амбарный Октябрьской железной дороги на линии Санкт-Петербург — Мурманск.

## Достопримечательности
- Памятник строителям Мурманской железной дороги (1914—1916)[10]
- Братская могила 28-ми советских воинов и рабочих железнодорожников, погибших в августе 1941 года в результате налёта финской военной авиации на воинский эшелон. В 1970-е годы на могиле был установлен бетонный обелиск[11].

## Галерея
- Амбарный
- Железнодорожная улица
- Жилой дом
- Жилой дом